# Franciszek Wójcik (polityk)

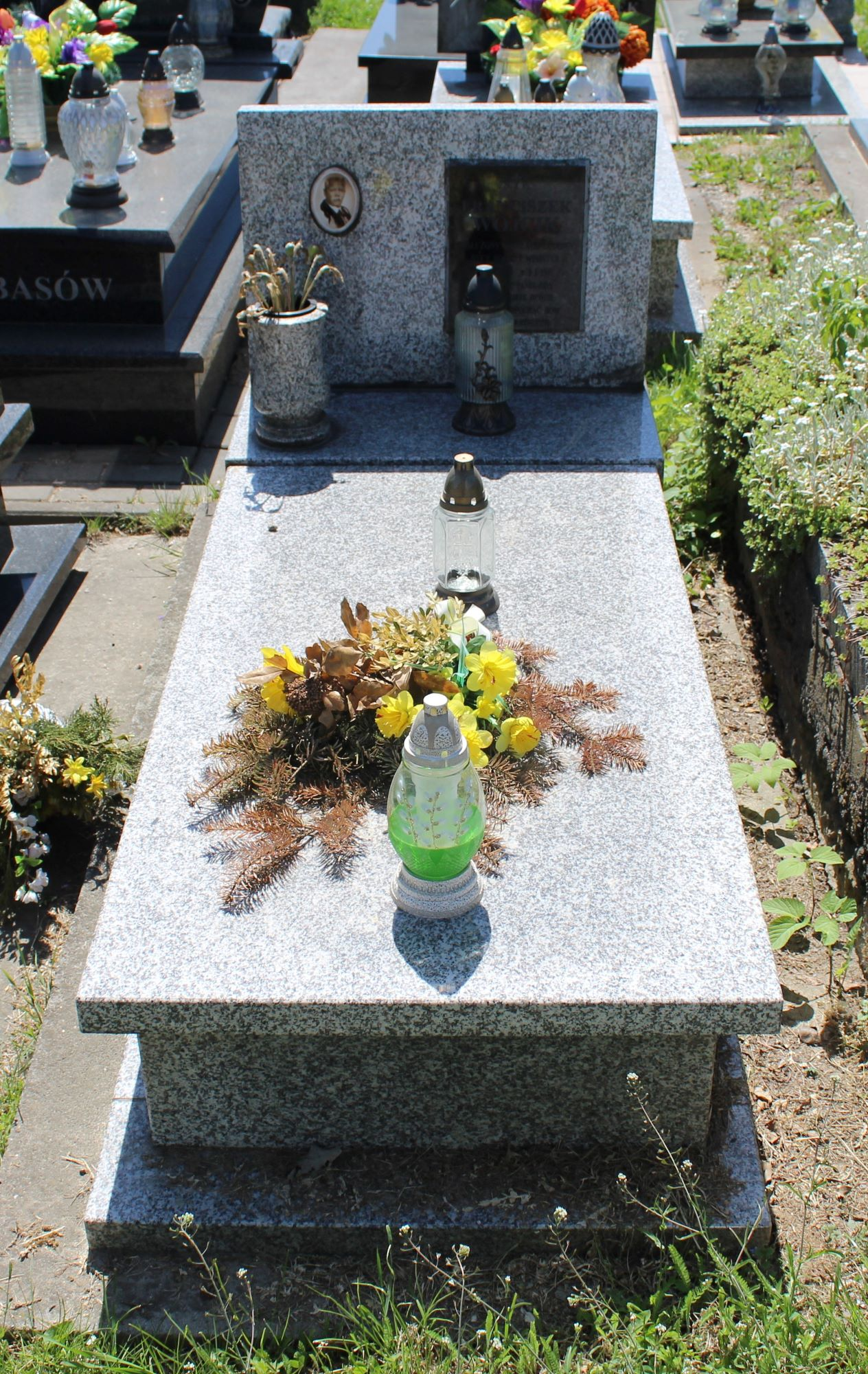
Grób Franciszka Wójcika na cmentarzu parafialnym w Ruszczy

Franciszek Wójcik (ur. 17 października 1863 w Wyciążach, zm. 3 stycznia 1941 tamże) – polski rolnik, polityk, minister.

## Życiorys
W rodzinnej wsi uczęszczał do szkoły ludowej, a następnie dalszą wiedzę zdobywał jako samouk.
Od 1895 był działaczem Polskiego Stronnictwa Ludowego. W latach 1895–1900 i 1907–1911 poseł na Sejm Krajowy Galicji, w latach 1907–1911 poseł do Reichratu Przedlitawii (parlament austriacki) w Wiedniu. Publikował na łamach pism: „Przyjaciel Ludu”, „Niedziela” i „Piast”, ceniony mówca. Wieloletni wójt rodzinnej wsi. Członek honorowy Towarzystwa Muzeum Narodowego Polskiego w Rapperswilu od 1896.
Współpracownik Jana Stapińskiego, po rozłamie w PSL (1913) opowiedział się po jego stronie, współtworząc PSL-Lewica. Popierał ruch strzelecki związany z Komisją Skonfederowanych Stronnictw Niepodległościowych.
W 1914 jako przedstawiciel PSL-Lewica był członkiem sekcji zachodniej Naczelnego Komitetu Narodowego.
W okresie od 29 grudnia 1918 do 16 stycznia 1919 był ministrem bez teki w rządzie Jędrzeja Moraczewskiego.
W latach 1919–1922 był posłem na Sejm Ustawodawczy. W czasie przewrotu majowego w 1926 opowiedział się po stronie Józefa Piłsudskiego, później przeszedł do opozycji, wstępując do PSL „Piast”. Od 1931 był działaczem Stronnictwa Ludowego, wchodząc do 1939 w skład Rady Naczelnej tej partii.
Zmarł 3 stycznia 1941. Pochowany na cmentarzu parafialnym w Ruszczy, od 1951 będącej częścią Krakowa (kwatera 2, rząd 1, miejsce 15).